# Yinka Dare
Yinka Dare (ur. 10 października 1972 w Kano, zm. 9 stycznia 2004 w Englewood) – nigeryjski koszykarz, występujący na pozycji środkowego.

## Osiągnięcia
Na podstawie, o ile nie zaznaczono inaczej.

### NCAA
- Uczestnik rozgrywek:
  - Sweet 16 turnieju NCAA (1993)
  - II rundy turnieju NCAA (1993, 1994)
- Debiutant roku konferencji Atlantic 10 (1993)
- Najlepszy nowo przybyły zawodnik Atlantic 10 (1993)
- Zaliczony do:
  - I składu najlepszych pierwszorocznych zawodników Atlantic 10 (1993)
  - II składu Atlantic 10 (1993, 1994)
- Lider Atlantic 10 w:
  - średniej:
    - zbiórek (1993 – 10,3)
    - bloków (1993 – 2,8)

  - liczbie:
    - zbiórek (1993 – 308)
    - bloków (1993 – 84)

### Reprezentacja
- Uczestnik mistrzostw świata (1998 – 13. miejsce)[4]